# 夢 (GReeeeNの曲)
「夢」（ゆめ）は、GReeeeNの楽曲で、26枚目のシングル。2016年2月24日にZEN MUSICから発売された。

## 収録曲
- 全曲、作詞・作曲：GReeeeN　編曲：JIN

1. 夢 [4:22]
- DISCO『キャリタス就活2017』CMソング[1]

2. 笑顔 [4:03]
- 『日本のひなた宮崎県』テーマソング

## 収録アルバム
- 縁（#1,2）
- ALL SINGLeeeeS 〜& New Beginning〜（#1）

## ミュージック・ビデオ
- 『夢』のミュージック・ビデオには『キャリタス就活』CMと同じ土屋太鳳が出演している[2]。